# Rudolf Brinkmann (Sänger)
Rudolf Brinkmann (29. Dezember 1873 in Elberfeld (heute Stadtteil von Wuppertal) – 3. November 1927 in Frankfurt am Main) war ein deutscher Opernsänger (Bariton).

## Leben
Brinkmann, der Sohn eines Konditoreibesitzers, begann mit 16 Jahren seine Ausbildung an der Kölner Opern- und Schauspielschule bei Paul Hoppe. Nachdem er auch noch in Hamburg von ihm unterrichtet wurde, ging er 1895 nach Heilbronn und danach an die deutsche Oper Amsterdam, die sich jedoch bald auflöste. 1897 wurde er an die Frankfurter Oper verpflichtet und wirkte dort bis zu seinem frühen Tod Ende 1927.
Angeblich hat er eine fast unglaubliche Anzahl von Partien (zwischen 300 und 500) gesungen.
Verheiratet war Brinkmann, der den Ideen der Freimaurer anhing, mit der Opernsoubrette Minnie Rau. Er starb im Alter von 54 Jahren.